# Plantenluizen
Plantenluizen (Sternorrhyncha) vormen een onderorde van insecten uit de orde van de halfvleugeligen (Hemiptera). Ze worden tegenwoordig ook wel tot een aparte orde gerekend. Ze zijn nauw verwant aan cicaden, waarmee ze vroeger in één onderorde werden ingedeeld, en aan de wantsen. Tot deze groep behoren bladvlooien, schildluizen en bladluizen.
Alle plantenluizen voeden zich met planten, die ze leegzuigen met een zuigsnuit.
Tot de Sternorrhyncha behoren vier onderordes: de bladvloachtigen (Psyllina), de witte vliegachtigen (Aleyrodina), de bladluisachtigen (Aphidina) en de schildluisachtigen, dopluisachtigen en wolluizen (Coccina).

## Achtergrond
Bladluizen zijn ten hoogste 7 millimeter groot. In West-Europa komen enkele honderden soorten voor, waarvan er slechts enkele schadelijk zijn voor cultuurgewassen.Bij de meeste soorten komen zowel gevleugelde als ongevleugelde imago’s voor, wat blijkbaar te maken heeft met het voedsel. Naast de soortenrijke familie van de eigenlijke bladluizen zijn vooral de boom- of schorsluizen het vermelden waard, omdat van hun uitscheidingen de woudhoning afkomstig is. Om aan voldoende eiwitten te komen, moeten bladluizen zeer veel plantensap opnemen. De daarin aanwezige suikers scheiden ze grotendeels weer af. Deze honingdauw is bij mieren, honingbijen en andere insecten zeer gewild. Mieren melken bladluizen, zorgen voor de verspreiding van hun larven en verdedigen hun bladluizenkolonie tegen vijanden. De meeste bladluizen brengen per jaar meer dan één generatie voort. Daarbij vindt meestal een afwisseling plaats tussen ongeslachtelijke voortplanting (parthenogenese) en geslachtelijke voortplanting (meestal in de herfst). Tot de vijanden van bladluizen behoren verscheidene sluipwespen, graafwespen, larven en imago’s van lieveheersbeestjes, de larven van bepaalde zweefvliegen en van gaasvliegen.

## Soorten plantenluizen

### Gewone perzikluis
De belangrijkste gastheer van gewone perzikluis (Myzus persicae) is de perzikboom, al komt ze ook op een aantal kruidachtige planten of bomen voor. De eieren overwinteren aan jonge twijgen. Grote schade aan de perzikbomen wordt veroorzaakt door het overdragen van virusziekten.

### Perzikdopluis

#### Kenmerken/verwante soorten
Schild- en dopluizen (perzikdopluis, Eulecanium corni) worden slechts een paar mm groot. Van de ongeveer 4.000 bekende soorten komen er in Europa een tweehonderdtal voor. De mannetjes hebben grote voorvleugels en gereduceerde achtervleugels, de wijfjes hebben noch vleugels noch ogen. Hun sprieten en poten zijn zeer kort of ontbreken eveneens. Het ongelede lichaam is geheel of gedeeltelijk bedekt door een schild.

#### Levenswijze
Ook schildluizen scheiden overtollig suikers af en lokken daardoor mieren, andere insecten en mensen: het Bijbelse manna bestond uit gedroogde afscheidingen van Klein-aziatische schildluizen.
Heel wat schildluizen zijn schadelijk omdat ze met hun uitscheidingen de vorming van roetdauw bevorderen en virusziekten overdragen. Er zijn 1-2 generaties per jaar.
Uit het bloed van de Cochenilleluis (Dactylopius coccus), die op vijgcactussen leeft, wordt karmijn gewonnen, en uit de schildjes  van de Oost-Aziatische lakschildluis wint men schellak.

#### Jeugstadia
Uit de eitjes komen vrij bewegende larven. Mannetjes en wijfjes hechten zich op een verschillend tijdstip vast en beginnen het nimfstadium. De mannetjes worden uiteindelijk gevleugelde dieren.

### Sparrengalluis
Als gevolg van de zuigende prikkel van de sparrengalluizen (Sacchiphantes viridis) ontstaan op jonge scheuten of knoppen van sparren ananasvormige gallen. In de kamers daarvan leven de nakomelingen van de luis. Later gaan de gallen open en kunnen de gevleugelde stadia eruit. De sparrengalluis vestigt zich ook wel op Lariksen. Gallen groen met rode geschubde randen.

## Taxonomie
De volgende (super)families zijn bij de onderorde ingedeeld:
- Superfamilie Adelgoidea (of Phylloxeroidea)
  - Familie Adelgidae
  - Familie Phylloxeridae
- Superfamilie Aleyrodoidea
  - Familie Aleyrodidae Westwood, 1840
- Superfamilie Aphidoidea
  - Familie Aphididae
  - Familie Eriosomatidae
- Superfamilie Coccoidea Handlirsch, 1903
  - Familie Aclerdidae
  - Familie Asterolecaniidae Berlese, 1898
  - Familie Coccidae Stephens, 1829
  - Familie Conchaspididae
  - Familie Dactylopiidae
  - Familie Diaspididae Maskell, 1878
  - Familie Eriococcidae
  - Familie Kermesidae Signoret, 1875
  - Familie Kermidae
  - Familie Lacciferidae
  - Familie Margarodidae Newstead, 1901
  - Familie Ortheziidae Green, 1896
  - Familie Pseudococcidae Heymons, 1915
- Superfamilie Psylloidea
  - Familie Aphalaridae
  - Familie Psyllidae